# Ponto Ivan Vladislav

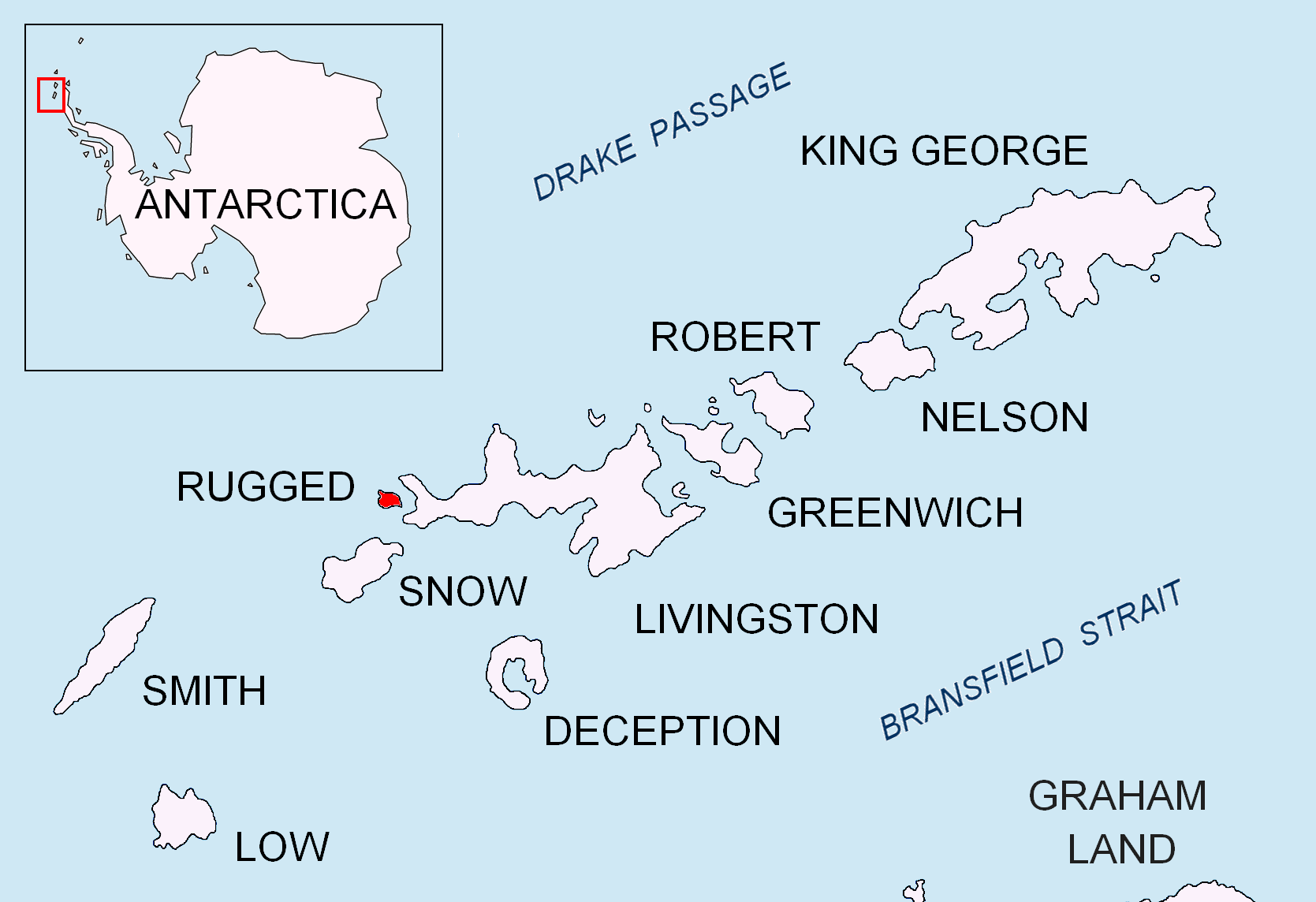
Localização da Ilha Rugged nas Ilhas Shetland do Sul.

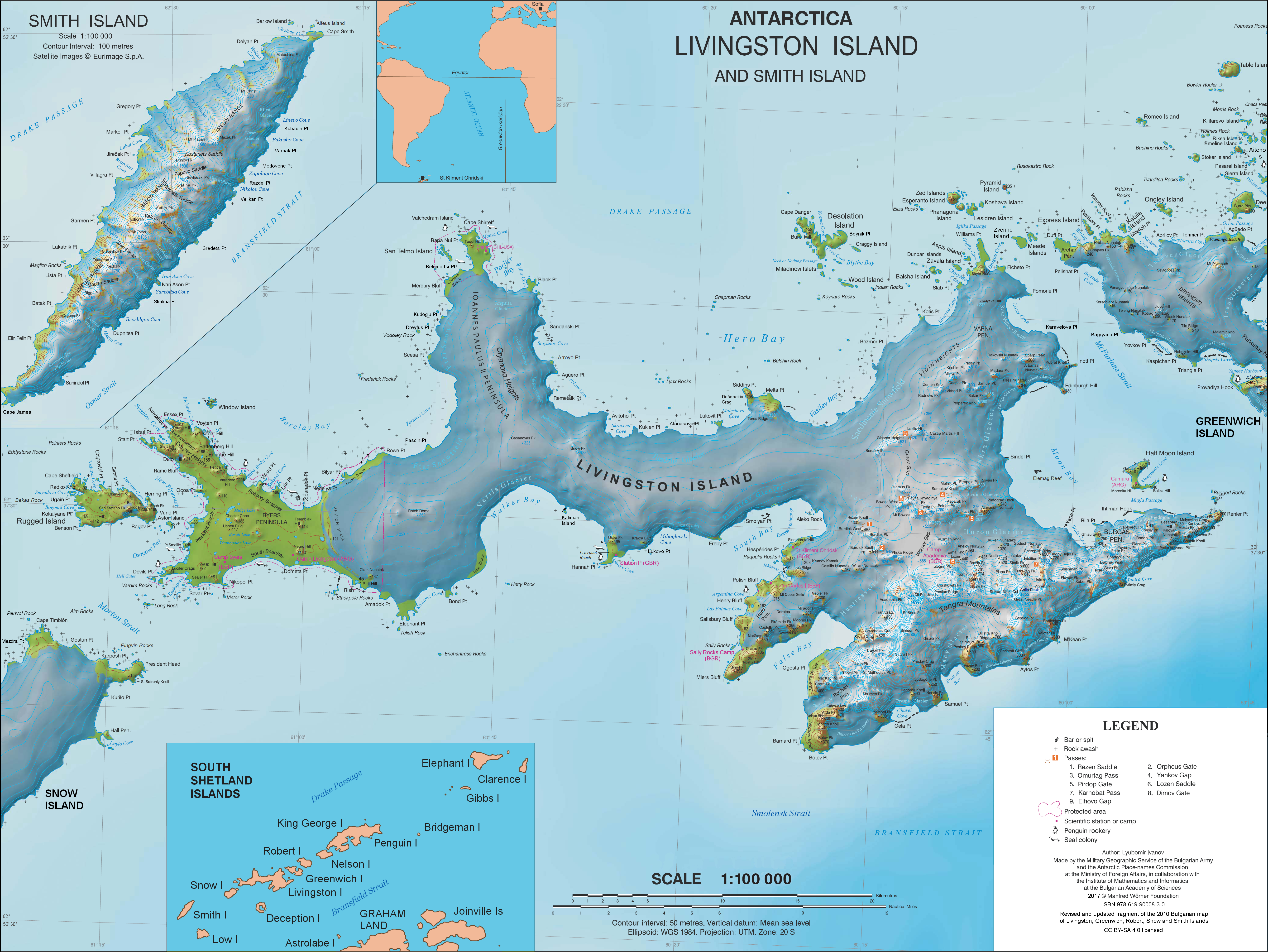
Mapa topográfico da ilha de Livinston.

Ivan Vladislav Point ( em búlgaro:  нос Иван Владислав    , 'Nos Ivan Vladislav') é um ponto na costa norte da Ilha Rugged, na costa oeste da Península Byers da Ilha Livingston, nas Ilhas Shetland do Sul, na Antártida. 
O ponto é nomeado após o czar Ivan Vladislav da Bulgária, 1015-1018 DC. 

## Localização
Ivan Vladislav Point está localizado no 62° 37′ 07,2″ S, 61° 14′ 05,8″ O   . Mapeamento britânico em 1968, espanhol em 1993 e búlgaro em 2009. 

## Mapas
- Península Byers, Ilha Livingston. Mapa topográfico em escala 1: 25000. Madri: Serviço Geográfico do Exército, 1992.
- LL Ivanov. Antártica: Ilhas Livingston e Greenwich, Robert, Snow e Smith. Escala 1: 120000 mapa topográfico. Troyan: Fundação Manfred Wörner, 2009.
- Banco de dados digital antártico (ADD). Escala 1: 250000 mapa topográfico da Antártica. Comitê Científico de Pesquisa Antártica (SCAR). Desde 1993, regularmente atualizado e atualizado.
- LL Ivanov. Antártica: Livingston Island e Smith Island . Escala 1: 100000 mapa topográfico. Fundação Manfred Wörner, 2017.   ISBN   978-619-90008-3-0